# A század ragadozó tárgyai
A század ragadozó tárgyai (oroszul: Хищные вещи века) Arkagyij és Borisz Sztrugackij szovjet (orosz) írók 1965-ben és később 1980-ban megjelent tudományos-fantasztikus regénye, szürrealisztikus antiutópia. Nem része a Delelő Univerzumnak, de a történet kapcsolódik a sorozathoz.
A kisregény egy tudományos-fantasztikus hátterű krimi, amelyben a karakterek jellemzésére kevés idő jut, a hangsúly a szociális közeg bemutatásán van. A regény az akkori nyugati fogyasztói társadalom kritikájaként íródott, ám a történet legnagyobb részében az emberi többség lélektelen életmódjának leírása, egy napjainkban is releváns, hátborzongatóan zseniális jövőkép szerepel.
A Szovjetunióban először 1965-ben jelentette meg a  Molodaja Gvargyija, az első angol nyelvű kiadást Leonid Renen fordításával a DAW Books Kiadó 1976-ban adta ki. Magyarul a Metagalaktika 6. számában jelent meg először 1983-ban, Barta Gábor fordításában.

## Történet
A regény története a 21. században, tíz évvel azután játszódik, hogy Ivan Zsilin, a Tahmaszib űrhajóval a Szaturnuszra repült (az Újonc a világűrben című regényben). Zsilin úgy döntött, hogy nem űrhajómérnökként folytatja a karrierjét és a Földön marad, mert ez a legfontosabb az életében. A volt űrpilóta, a Biztonsági Tanács hírszerző ügynökségének alkalmazottja lett, titkos ügynökként dolgozott.
A kommunista rendszer még nem vált meghatározóvá a bolygón, megmaradtak a nemzeti és a monarchikus államok, amelyek közül néhányban fegyveres konfliktusok zajlanak, és az éhség problémáját sem oldották még meg. A Biztonsági Tanács igyekszik enyhíteni a helyzeten.
Zsilin egy napfényes tengerparti üdülőhelyre érkezik valahol Európában, hogy rejtélyes halálesetek miatt vizsgálódjon. Véletlen egybeesés az, hogy Zsilin harcolt már itt néhány évvel ezelőtt egy olyan nemzetközi dandár tagjaként, amely megfékezett egy fasiszta felkelést. Inkognitóban, írónak kiadva magát kezd hozzá a nyomozáshoz. Első látásra vonzó és virágzó kapitalista világot talál. A lakosok 80 %-a a turizmusból él, naponta csak négyórás a munkaidő, mégis magas az életszínvonal, a többség csak a könnyen megfizethető szórakoztatásra törekszik: alkoholra, drogokra, egyéb testi-lelki élvezetekre (pl.: Jóhangulat szalonba jár). Fejlett a szolgáltatási ágazat, szembeötlő a szellemi igények nyomorúságával szemben, a kultúra és a tudomány a végnapjait éli. A dekadens jóléti kor terméke a hullámpszichotechnikán alapuló elektronikus álomgenerátor (drozska), mely kellemes álmokat (látomásokat) teremt a nagy tömegek számára. Az „intell” titkos társaság tagjai – egyetemi oktatók és hallgatók – utálják a hétköznapi emberek tudatlan és értelmetlen életmódját. Terrorcselekményeket követnek el a „mocsár” felrázása érdekében, de hiába. Zsilin véletlenül eljut a „mecénások” titkos társaságának egyik rendezvényére. A szervezet tagjai lopott festményeket és más művészeti tárgyakat vásárolnak és rituálisan elpusztítanak.
Rimaier azt javasolja Zsilinnek, hogy látogassa meg a „halászokat”. Az úgynevezett a „halászok” rendkívül veszélyes eseményeket szerveznek a régi metró föld alatti alagútjaiban, ahol egy őrült robot kószál. Vagy előle lehet menekülőre fogni, vagy „tizenketten egy ellen”-t játszhatnak a résztvevők. Zsilin megérti, hogy Rimaier csak meg akart szabadulni tőle, és a metró alagútját túlélve szóba elegyedik a szervezőkkel, az egyik „halász” akaratlanul is nyomra vezeti Ivant. Fokozatosan kiderül, hogy a szleg állhat a vizsgált halálesetek mögött. Zsilin eljut Bubához, a szleg terjesztőjéhez. A titkos ügynök azt hitte, hogy a szleg egyfajta gengszterek által terjesztett kábítószer. Ám meglepve tapasztalja, hogy ez egy egyszerű, általános rádióalkatrész. Egy működő készülékbe kell beszerelni a szleget, bekapcsolás után egy kád meleg vízbe Devon nevű rovarirtó szert kell szórni (egy tablettát bekapni), majd a vízbe kell bemártózni a mesterséges valóság létrehozásához. Az emberek egyre jobban ragaszkodnak a szleghez, egyre több időt töltenek eszméletlenül a kádban, és idegi kimerültség miatt valamint az agy vérzésétől  halnak meg. Zsilin kipróbálja a szleget, és hihetetlen kellemes érzéseket tapasztal. Rádöbben, hogy ez a neurostimulátor a legcsodálatosabb élményeket idézi elő, az illető személy minden tudattalan vágya teljesül, és nem hagy kellemetlen érzéseket. De ez az illuzórikus élet annyira szép és vonzó, hogy utána a valóság unalmasnak, szürkének és elviselhetetlennek tűnik. Elmerülve ezekbe a szuper élményekbe, az ember elveszíti a kapcsolatát a valósággal, és egyre többet használja a szleget, amíg az idegkimerültség meg nem öli. Zsilin számára nagyon sok erőfeszítést igényel, hogy ne ugyanezt az utat kövesse.
A világ nem rossz, csak unalmas.
A szleg spontán módon terjed, ez egy bárhol könnyen beszerezhető elektroncső, lehetetlen azt megtiltani vagy megsemmisíteni. Ivan elképzelése az, hogy az emberek világnézetének megváltoztatásával és az élvezeti fogyasztás elleni küzdelemmel lehet útját állni az elkorcsosulásnak. A vezetés Ivan álláspontját nem tartja megfelelőnek, filozofálgatásnak értékeli, mivel ennek a megvalósítása nem hoz gyors eredményeket. A központ azonnali, határozott intézkedéseket akar megtenni a fenyegetés kiküszöbölésére. Ivan úgy dönt, hogy kilép a szervezetből, és itt marad, hogy hozzá hasonló gondolkodású embereket találjon, és velük együtt harcoljon a helyi lakosok tudatának megváltoztatása érdekében.
... nem lehet az életet álmokra cserélni...

## Szereplők
- Ivan Zsilin író, korábban űrhajós, a Tahmaszib űrhajó fedélzeti mérnöke, valójában titkos ügynök
- Vaina Tuur özvegyasszony, Zsilin vendéglátója
- Vuzi, Vaina lánya
- Lan, Vaina kisfia
- Oscar Peblbridge
- Rimaier, a lázadás óta a tengerparti városban dolgozik
- Peter, vámos
- Opir, a filozófia doktora
- Peck Zenaj, Zsilin régi barátja, katonatársa volt korábban
- Maria, a Szolgáltató Iroda vezetője

## Megjelenések

### Magyarul
- A század ragadozó tárgyai (Metagalaktika 6., 5–119. oldal, 1983, fordította: Barta Gábor)[5]
- Végállomás: Amalthea[6] (Metropolis Media, 2018, fordította: Barta Gábor, Weisz Györgyi; Galaktika Fantasztikus Könyvek)[7] ISBN 9786155628733